# Концерты в Небуорт-хаус
Земли частного загородного поместья Не́буорт-ха́ус (англ.  Knébworth Hóuse), расположенного недалеко от деревушки Небуорт в графстве Хартфордшир, Англия, являются одним из главных мест проведения массовых поп и рок концертов под открытым небом в Великобритании.
Первый большой концерт в Небуорт-хаус был дан в 1974 году группой The Allman Brothers Band. На нём присутствовало около 60 тысяч зрителей.
С тех пор в Небуорт-хаус проводятся большие концерты под открытым небом, с участием самых известных музыкальных исполнителей и коллективов. В разные годы на этой концертной площадке выступали: Pink Floyd (1975 и 1990 годы), The Rolling Stones и Lynyrd Skynyrd (1976 год), Genesis (1978, 1990 и 1992 годы), Френк Заппа (1978 год), Led Zeppelin (1979 год), Майк Олдфилд и The Beach Boys (1980 год), Клифф Ричард (1983 и 1990 годы), Deep Purple (1985 год), Queen (1986 год), Пол Маккартни, Фил Коллинз, Эрик Клептон, Элтон Джон и Dire Straits (1990 год), Oasis (1996 год), Робби Уильямс (2003 год),Status Quo (1986, 1990 год).
C 2009 года в Небуорт-хаус проходит ежегодный рок-фестиваль Sonisphere.

## Главные концерты
- В августе 1979 года в Небуорт-хаус состоялся многодневный рок-фестиваль, в рамках которого дважды выступила с концертом группа Led Zeppelin — 4 и 11 августа. Это концертное выступление стало первым, данным группой в Великобритании после 1975 года. По сообщениям группы, ей удалось привлечь свыше 200 тысяч зрителей, однако по официальным данным количество зрителей тогда составило 109 тысяч человек.
- На фестивале 1985 года с концертом выступила группа Deep Purple. Это стало её первым концертным выступлением в Великобритании после воссоединения в классическом составе.
- 9 августа 1986 года группа Queen и   Status Quo дали концерт. Queen дала свой последний концерт с участием своего бессменного фронтмена Фредди Меркьюри. В следующий раз группа выступит уже после его смерти — на концерте, посвящённом его памяти.

Обложка VCD Live! At Knebworth. Фестиваль Knebworth’90

- 30 июня 1990 года парк поместья Небуорт-хаус стал местом проведения концерта победителей премии Silver Clef Award. Концерт был записан и выпущен на VCD, а позднее переиздан на DVD. На этом концерте выступили: Pink Floyd, Клифф Ричард и The Shadows, Tears for Fears, Эрик Клептон, Dire Straits, Элтон Джон, Пол Маккартни, Рэй Купер, Роберт Плант (при участии Джимми Пейджа), Status Quo, а также Фил Коллинз — сольно и вместе с группой Genesis.
- В 1996 году группа Oasis, при поддержке The Charlatans, Kula Shaker, Manic Street Preachers, The Bootleg Beatles, The Chemical Brothers, Ocean Colour Scene и The Prodigy, дала два концерта в течение двух дней, со зрительской аудиторией в 150 тысяч человек, присутствовавших на каждом их двух выступлений. А всего было подано свыше 2,6 миллионов заявок на билеты, что является крупнейшим спросом на концертные билеты в британской истории.
- В 2003 году в Небуорт-хаус с концертами, продолжавшимися в течение трёх дней, выступил Робби Уильямс. Общая зрительская аудитория всех трёх концертных дней составила около 375 тысяч человек — по 125 тысяч на каждом концерте. Ещё около 3,5 миллионов зрителей во всём мире смогли увидеть прямую трансляцию с концертов, которая осуществлялась по телевидению и в Интернете[1].Этот трёхдневный концерт Робби Уильямса стал крупнейшим концертом в жанре поп-музыки в Великобритании за всю историю, и привёл к гигантским автомобильным пробкам на автотрассе A1(M), ведущей к месту проведения концерта. Примерно 130 тысяч автомобилей[2] одновременно пытались туда проехать. Позднее, свет увидел концертный альбом Robbie Williams — Live At Knebworth, с выборочными песнями, исполненными Уильямсом на этом трёхдневном концерте. Альбом занял вторую строчку в британских чартах. Также, был выпущен DVD с видеозаписью концерта.
- В 2009 году группы Metallica и Linkin Park стали главными действующими лицами (то есть хэдлайнерами) первого в истории фестиваля Sonisphere, который был проведён в Небуорт-хаус. Помимо вышеуказанных коллективов, в фестивале приняло участие большое количество других групп и исполнителей, включая Nine Inch Nails и Heaven & Hell. В 2010 году фестиваль вновь состоялся — на этот раз его хедлайнерами стали группы Rammstein и Iron Maiden. Также, участие приняли: Элис Купер, Iggy and the Stooges и Motley Crue.
- На фестивале Sonisphere 2011 года состоялось первое в Великобритании совместное выступление музыкальных коллективов из так называемой «большой четверки» (англ. The Big 4) — Metallica, Slayer, Megadeth, Anthrax, исполняющих музыку в стиле трэш-метал[3].

## История концертов
| Дата            | Название                                 | Музыкальные исполнители | Количество зрителей (приблиз.) | Прим.         |
| --------------- | ---------------------------------------- | --- | ------------------------------ | ------------- |
| 20 июля 1974    | The Bucolic Frolic                       | The Allman Brothers Band, The Doobie Brothers, The Mahavishnu Orchestra, The Sensational Alex Harvey Band, The Van Morrison Show, Тим Бакли                                                                                | 60,000                         | [ 4 ] [ 5 ]   |
| 5 июля 1975     | Knebworth Park                           | Капитан Бифхарт, Линда Льюис, The Steve Miller Band, Pink Floyd, Рой Харпер | 100,000                        | [ 4 ] [ 6 ]   |
| 21 августа 1976 | Knebworth Fair                           | 10cc, Hot Tuna, Lynyrd Skynyrd, Don Harrison Band, The Rolling Stones, Тодд Рандгрен | 120,000                        | [ 4 ] [ 7 ]   |
| 24 июня 1978    | A Midsummer Night’s Dream                | Atlanta Rhythm Section, Brand X, Devo, Genesis, Jefferson Starship, Том Пэтти, Рой Харпер | 60,000                         | [ 4 ] [ 8 ]   |
| 9 сентября 1978 | Oh God Not Another Boring Old Knebworth! | Дейв Эдмундс, Френк Заппа, Ник Лоув, Питер Гэбриэл, The Boomtown Rats, The Tubes, Wilko Johnson's Solid Senders | 45,000                         | [ 4 ]         |
| 4 августа 1979  | Knebworth Festival                       | Chas & Dave, Commander Cody, Fairport Convention, Led Zeppelin, Marshall Tucker, Southside Johnny, Тодд Рандгрен | 109,000                        | [ 4 ] [ 9 ]   |
| 11 августа 1979 | Knebworth Festival                       | Chas & Dave, Commander Cody, Led Zeppelin, The New Barbarians, Marshall Tucker, Southside Johnny, Тодд Рандгрен | 60,000                         | [ 4 ] [ 9 ]   |
| 21 июня 1980    | Knebworth '80                            | Elkie Brooks, Lindisfarne, Mike Oldfield, The Beach Boys, The Blues Band, Карлос Сантана | 45,000                         | [ 4 ] [ 10 ]  |
| 1981            | The Jazz Years                           | BB King, Бенни Гудмэн, Чак Берри, Диззи Джиллеспи, Элла Фицджеральд, Джимми Клифф, Лайонел Хэмптон, Мадди Уотерс, Сара Вон                                                                                                 | 50,000                         | [ 10 ]        |
| 1982            | The Jazz Years                           | BB King, Бенни Гудмэн, Чак Берри, Диззи Джиллеспи, Элла Фицджеральд, Джимми Клифф, Лайонел Хэмптон, Мадди Уотерс, Сара Вон                                                                                                 | 50,000                         | [ 10 ]        |
| август 1982     | Greenbelt Festival                       | Эдриан Снелл, Энди Пратт, Positive Earth, Брин Хоуворт, Calvin Seerveld, Джим Уоллес, Ноэл Пол Стуки, Paradise, Патрик Сухдео, Maxine and the Majestics, Rez Band, Roger Forster, Servant, Talking Drums, The Barratt Band |                                | [ 10 ]        |
| август 1983     | Greenbelt Festival                       | 100% Proof, Клифф Ричард, Джесси Диксон, Mighty Clouds of Joy, Шейла Уолш |                                | [ 10 ]        |
| 22 июня 1985    | The Return of the Knebworth Fair         | Alaska, Blackfoot, Deep Purple, Mama's Boys, Meat Loaf, Mountain, Scorpions, UFO | 80,000                         | [ 10 ] [ 11 ] |
| 9 августа 1986  | It’s a Kind of Magic                     | Belouis Some, Big Country, Queen, Status Quo | 120,000                        | [ 10 ] [ 12 ] |
| 30 июня 1990    | Knebworth '90                            | Клифф Ричард и The Shadows, Dire Straits, Элтон Джон, Эрик Клептон, Фил Коллинз, Genesis, Марк Нопфлер, Пол Маккартни, Pink Floyd, Роберт Плант и Джимми Пэйдж, Status Quo, Tears for Fears, Рэй Купер                     | 120,000                        | [ 13 ]        |
| 2 августа 1992  | Genesis at Knebworth                     | Genesis, Лиза Стэнсфилд, The Saw Doctors | 90,000                         | [ 13 ] [ 14 ] |
| 10 августа 1996 | Oasis                                    | Cast, Dreadzone, Kula Shaker, Oasis, Ocean Colour Scene, Manic Street Preachers, The Charlatans, The Bootleg Beatles, The Chemical Brothers, The Prodigy                                                                   | 165,000                        | [ 13 ]        |
| 11 августа 1996 | Oasis                                    | Cast, Dreadzone, Kula Shaker, Oasis, Manic Street Preachers, The Charlatans | 165,000                        | [ 13 ]        |
| 11 августа 2001 | Ministry @ Knebworth 2001                | Bent, Jamiroquai, Lo Fidelity Allstars |                                | [ 15 ] [ 16 ] |
| 1 августа 2003  | Robbie Williams Live at Knebworth        | Ash, Келли Осборн, Moby, Робби Уильямс, The Darkness | 125,000                        | [ 17 ] [ 18 ] |
| 2 августа 2003  | Robbie Williams Live at Knebworth        | Ash, Келли Осборн, Moby, Робби Уильямс, The Darkness | 125,000                        | [ 17 ] [ 18 ] |
| 3 августа 2003  | Robbie Williams Live at Knebworth        | Ash, Келли Осборн, Moby, Робби Уильямс, The Darkness | 125,000                        | [ 17 ] [ 18 ] |
| 30 июня 2007    | Wild In The Country 2007                 | 2ManyDJs, Эрол Алкан, Hot Chip, Justice, Sasha & Джон Дигвид, Simian Mobile Disco, Tiga, Underworld |                                |               |
| 1 августа 2009  | Sonisphere Festival                      | Airbourne, Alien Ant Farm, Anthrax, Björn Again, Bullet for My Valentine, Heaven & Hell, Linkin Park, Skindred, Soil, Taking Back Sunday, The Used                                                                         | 55,000                         | [ 19 ]        |
| 2 августа 2009  | Sonisphere Festival                      | Alice in Chains, Avenged Sevenfold, Buckcherry, Feeder, Killing Joke, Lamb of God, Limp Bizkit, Machine Head, Mastodon, Metallica, Nine Inch Nails, Paradise Lost, Saxon                                                   | 55,000                         | [ 19 ]        |
| 30 июля 2010    | Sonisphere Festival                      | 65daysofstatic, Элис Купер, Delain, Europe, Гари Ньюман, Terrorvision, Turisas | 55,000                         | [ 19 ]        |
| 31 июля 2010    | Sonisphere Festival                      | Anthrax, Apocalyptica, Кори Тейлор, Family Force 5, Fear Factory, Gallows, Lacuna Coil, Motley Crue, Papa Roach, Placebo, Rammstein, Sabaton, Skunk Anansie, Soulfly, Therapy?                                             | 55,000                         | [ 19 ]        |
| 1 августа 2010  | Sonisphere Festival                      | Alice In Chains, Bring Me The Horizon, cKy, The Cult, Dir En Grey, Fightstar, Funeral For A Friend, Генри Роллинс, Iggy & The Stooges, Iron Maiden, Мадина Лейк, Pendulum, Skindred, Slayer                                | 55,000                         | [ 19 ]        |
| 8 июля 2011     | Sonisphere Festival                      | Anthrax, Diamond Head, Megadeth, Metallica, Slayer |                                | [ 19 ]        |
| 9 июля 2011     | Sonisphere Festival                      | Architects, Bad Religion, Biffy Clyro, Cavalera Conspiracy, Sylosis, You Me At Six, Weezer |                                | [ 19 ]        |
| 10 июля 2011    | Sonisphere Festival                      | Arch Enemy, Limp Bizkit, Mastodon, Motörhead, Parkway Drive, Slipknot, Volbeat |                                | [ 19 ]        |
| 23 июня 2012    | Knewborth Park                           | Red Hot Chili Peppers |                                | [ 19 ]        |
| 6 июля 2012     | Sonisphere Festival                      | Sonisphere 2012 в Великобритании отменён организаторами |                                | [ 20 ]        |